# Ораховица (Хаџићи)
Ораховица је насељено мјесто у општини Хаџићи, Босна и Херцеговина.

## Становништво
|         | 2013.       | 1991.        |
| Укупно  | 12 (100,0%) | 55 (100,0%)  |
| Бошњаци | 12 (100,0%) | 53 (96,36%)1 |
| Остали  | –           | 2 (3,636%)   |

1. 1 На пописима од 1971. до 1991. Бошњаци су пописивани углавном као Муслимани.